# Panzerzug Wolk
Der Panzerzug Wolk (russisch Бронепоезд Волк Bronepojesd Wolk, deutsch: Wolf) war ein Panzerzug der Weißen Armee aus der Zeit des Russischen Bürgerkrieges von 1919.

## Geschichte
Am 14. Oktober 1919 wurden in Charkow zwei neue Panzerzüge für die Weiße Armee aufgestellt. Dies waren der Panzerzug Wolk und der Panzerzug Slawa Kubani, welche sich aus Teilen des ehemaligen Panzerzug Brjanski zusammensetzten. Nach der Indienststellung wurden beide der 10. Panzerzugdivision der Streitkräfte Südrusslands unterstellt.

## Technische Daten

### Artilleriewagen
Der Panzerzug Wolk verfügte über zwei schwere Artilleriewagen. Einer war ein ehemaliger, zweiachsiger Flachwagen, welcher einen gepanzerten Aufbau erhielt. An einer Stirnseite befand sich ein großer gepanzerter Geschützturm, welcher um 270° gedreht werden konnte. Darauf befand sich ein weiteres Geschütz zur Fliegerabwehr. Dahinter befand sich ein gepanzerter Aufbau für die Munition und Besatzung. Auf dem Dach dieses Aufbaus waren zwei Maschinengewehre in 360° drehbaren Türmen untergebracht. An den Seiten gab es je zwei Schießscharten für Maschinengewehre.
Der zweite Artilleriewagen lief hinter dem ersten und war ein ehemaliger, vierachsiger Güterwagen. Darauf befand sich an einer Stirnseite ein Geschütz, welches durch einen erhöhten Schild gepanzert wurde. Es konnte zu den Seiten und nach vorne feuern. Dahinter befand sich ein gepanzerter Aufbau für die Besatzung, Material und Munition.

## Einsatz
Zum ersten Einsatz kam der Panzerzug Wolk bei Gefechten im Gebiet um Jekaterinoslaw und am Bahnhof von Synelnykowe.
Am 3. September 1920 erhielt der Panzerzug den Befehl, den Bahnhof Stulnewe anzugreifen. Als er sich dem Bahnhof näherte, wurde von Artillerie der Bolschewiki beschossen. Umgehend eröffnete der Panzerzug das Gegenfeuer mit eigener Artillerie und Maschinengewehren. Daraufhin zog sich die gegnerische Artillerie und Infanterie zurück. Am nächsten Tag wurde der Panzerzug nach Norden verlegt und dem 1. Armeekorps unterstellt. Dort begann er mit Reparaturen an mehreren Gleisabschnitten und fuhr über Burtschak und Tschokrak nach Aleksandrowsk. Am 6. September wurde die Stadt und der Eisenbahnknotenpunkt von den Truppen der Markow-Division erobert. Im weiteren Verlauf war der Panzerzug mit Überwachungsfahrten und Gleisreparaturen bis zum 14. September beschäftigt.
Am 26. September war der Panzerzug Wolk am Bahnhof von Slawhorod stationiert. Dabei näherten sich bolschewistische Truppen dem Bahnhof und der Panzerzug begann mit dem Beschuss der gegnerischen Truppen. Dennoch musste sich der Panzerzug nach Aleksandrowsk zurückziehen. Vor Ort wurde er kurzzeitig in zwei Teile aufgeteilt. Ein Teil schützte den Eisenbahnabschnitt zwischen Aleksandrowsk und Popowo, während der andere Teil zwischen Aleksandrowsk und Pologi zum Einsatz kam.
Am 6. Oktober 1920 war der Panzerzug Wolk am Bahnhof Slawhorod und brach auf in Richtung Sinelnikow zu einer Aufklärungsmission auf. In der Nähe des Bahnhofes Ivkivka (Lage) wurde die Strecke durch zwei Dampflokomotiven blockiert. Als die Besatzung die Hindernisse entfernen wollte, wurden sie von bolschewistischen Truppen und einem gegnerischen Panzerzug beschossen. Es gelang jedoch ein Rückzug ohne eigenen Verluste. In der Nacht zum 7. Oktober verließen der Panzerzug Wolk, der Panzerzug Sewastopolez und der Panzerzug Jedinaja Rossija auf Befehl des Kommandeurs der 1. Panzerzugdivision Novohupalivka (Lage) und griffen Synelnykowe an. Dabei erreichten sie einen Abschnitt, bei dem die Gleise entfernt waren und die Panzerzüge anhalten mussten. Umgehend begannen die Pioniere mit den Reparaturen, welche jedoch umfangreicher waren als gedacht. Aufgrund dessen befahl der Divisionskommandeur den Rückzug nach Novohupalivka.
Um 23 Uhr des gleichen Tages rückten die Panzerzüge erneut ab. Als erster der Panzerzug Sewastopolez, gefolgt vom Panzerzug Wolk, einem Hilfszug und dem Panzerzug Jedinaja Rossija. Ein Artilleriewagen des Panzerzug Wolk sollte die Nachhut zwischen Novohupalivka und Ivkivka sichern. Um 5 Uhr morgens am 8. September waren die Reparaturen an den Gleisen abgeschlossen und die Panzerzüge rückten in Ivkivka ein. Die bolschewistischen Truppen rechneten nicht mit solch einem Angriff und bemerkten den Panzerzug Sewastopolez erst, als dieser bereits im südlichen Teil des Bahnhofes stand. Noch bevor die Truppen nach Unterstützung rufen konnten, wurde der diensthabende Funker festgenommen. Infolgedessen zogen sich die bolschewistischen Truppen ohne Kampfhandlungen zurück. Gegen 9 Uhr näherte sich ein bolschewistischer Panzerzug dem Bahnhof und eröffnete das Feuer. Die Panzerzüge im Bahnhof sprengten die Weichen vor dem Bahnhof und zogen sich um 10 Uhr nach Süden zurück.
Am 9. Oktober 1920 fuhr der Panzerzug Wolk von Aleksandrowsk auf einer Nebenstrecke nach Osten in Richtung Polohy. Dort sollte er ein Sprengkommando sichern, welches Brücken in der Umgebung sprengen sollte. Dieser Auftrag verlief ohne Vorkommnisse. Am nächsten Tag, nachdem alle Sprengungen vorgenommen waren, rückte der Panzerzug nach Kankrynivka (Lage) ab. Am 11. und 12. Oktober deckte der Panzerzug, zusammen mit dem Panzerzug Sewastopolez, die Arbeiten eines Hilfszuges zum Abbau der Gleise am Bahnhof von Popowo. Am 15. Oktober wurde der Panzerzug Wolk mit einem dringenden Befehl nach Melitopol entsandt.
Am 16. Oktober fuhr der Panzerzug mit Einheiten Kuban-Plastun-Bataillons nach Nowooleksijiwka geschickt um ihn zu bewachen. Bei der Ankunft in Rykowe erhielt die Besatzung die Information, dass bolschewistische Kavallerie bereits vor Ort sei. Zusätzlich war im weiteren Verlauf die Strecke an mehreren Stellen gesprengt und durch Dampflokomotiven blockiert worden. Nach einem kurzen Vorstoß zur Erkundung musste der Panzerzug nach Rykowe zurückkehren. Nachdem die Eisenbahnstrecke repariert und geräumt war, sowie die gegnerischen Truppen vertrieben wurde, fuhr er am 20. Oktober nach Dschankoj auf der Halbinsel Krim. Dort musste er aufgrund von Schäden an den Kesseln der Dampflokomotive repariert werden. Nach den Reparaturen fuhr der Panzerzug Wolk auf Befehl des Kommandeurs der Panzerzugdivisionen zum Bahnhof von Kertsch. Vor Ort wurde er dem Kommandanten der Festung unterstellt.
Am 2. November 1920 beschädigte die Besatzung des Panzerzuges die Geschütze und gab den Panzerzug Wolk auf, wurde auf Schiffe verladen und brachte sich in Sicherheit.

## Zugpersonal
- Panzerzugkommandant
  - Oberst Sajewskij